# International Lawn Tennis Challenge de 1904
O International Lawn Tennis Challenge de 1904 foi a 4ª edição do que atualmente é conhecida como Copa Davis. As Ilhas Britânicas sagraram-se campeãs.
Pela primeira vez, a disputa se deu fora de solo norte-americano. Como última campeã, as Ilhas Britânicas foram as anfitriãs. Bélgica e França participaram da competição pela primeira vez. Elas se enfrentaram em um jogo para decidir quem desafiaria os britânicos pelo troféu. Os norte-americanos não conseguiram se inscrever antes do prazo final. A competição aconteceu na Worple Road, antiga sede do All England Club, no distrito de Wimbledon, em Londres, na Inglaterra, entre 27 de junho e 5 de julho. 

## Final 1
Chamada de "Final" no original, define a equipe desafiante para a Final 2.
| França 2 | Worple Road, Londres, Inglaterra 27 a 29 de junho de 1904 grama | Worple Road, Londres, Inglaterra 27 a 29 de junho de 1904 grama     | Bélgica 3 |     |     |     |     |  |
| \| \| \| \| 1 \| 2 \| 3 \| 4 \| 5 \| \| \| - \| \| ------------------------------------------------------------------- \| --- \| --- \| --- \| --- \| --- \| \| \| 1 \| \| Max Décugis Paul de Borman \| 6 4 \| 5 3 \| \| \| \| \| \| 2 \| \| Paul Aymé William le Maire de Warzée \| 1 6 \| 0 6 \| 1 6 \| \| \| \| \| 3 \| \| Paul Aymé / Max Décugis Paul de Borman / William le Maire de Warzée \| 5 7 \| 6 4 \| 0 6 \| 6 4 \| 6 2 \| \| \| 4 \| \| Paul Aymé Paul de Borman \| 1 6 \| 3 6 \| 6 1 \| 6 1 \| 3 6 \| \| \| 5 \| \| Max Décugis William le Maire de Warzée \| 7 5 \| 6 8 \| 6 0 \| 4 6 \| 2 6 \| \| |                                                                 |                                                                     |           |     |     |     |     |  |
| |                                                                 |                                                                     | 1         | 2   | 3   | 4   | 5   |  |
| 1 | França · Bélgica                                                | Max Décugis Paul de Borman                                          | 6 4       | 5 3 |     |     |     |  |
| 2 | França · Bélgica                                                | Paul Aymé William le Maire de Warzée                                | 1 6       | 0 6 | 1 6 |     |     |  |
| 3 | França · Bélgica                                                | Paul Aymé / Max Décugis Paul de Borman / William le Maire de Warzée | 5 7       | 6 4 | 0 6 | 6 4 | 6 2 |  |
| 4 | França · Bélgica                                                | Paul Aymé Paul de Borman                                            | 1 6       | 3 6 | 6 1 | 6 1 | 3 6 |  |
| 5 | França · Bélgica                                                | Max Décugis William le Maire de Warzée                              | 7 5       | 6 8 | 6 0 | 4 6 | 2 6 |  |

## Final 2
Chamada de Challenge Round no original, define a equipe campeã. Duelo entre a campeã da edição anterior e a vencedora da final 1.
| Ilhas Britânicas 5 | Worple Road, Londres, Inglaterra 2 a 5 de julho de 1904 grama | Worple Road, Londres, Inglaterra 2 a 5 de julho de 1904 grama                 | Bélgica 0 |     |     |     |   |  |
| \| \| \| \| 1 \| 2 \| 3 \| 4 \| 5 \| \| \| - \| \| ----------------------------------------------------------------------------- \| --- \| --- \| --- \| --- \| - \| \| \| 1 \| \| Frank Riseley William le Maire de Warzée \| 6 1 \| 6 4 \| 6 2 \| \| \| \| \| 2 \| \| Lawrence Doherty Paul de Borman \| 6 4 \| 6 1 \| 6 1 \| \| \| \| \| 3 \| \| Lawrence Doherty / Reggie Doherty Paul de Borman / William le Maire de Warzée \| 6 0 \| 6 1 \| 6 3 \| \| \| \| \| 4 \| \| Lawrence Doherty William le Maire de Warzée \| w/o \| \| \| \| \| \| \| 5 \| \| Frank Riseley Paul de Borman \| 4 6 \| 6 2 \| 8 6 \| 7 5 \| \| \| |                                                               |                                                                               |           |     |     |     |   |  |
| |                                                               |                                                                               | 1         | 2   | 3   | 4   | 5 |  |
| 1 | Reino Unido da Grã-Bretanha e Irlanda · Bélgica               | Frank Riseley William le Maire de Warzée                                      | 6 1       | 6 4 | 6 2 |     |   |  |
| 2 | Reino Unido da Grã-Bretanha e Irlanda · Bélgica               | Lawrence Doherty Paul de Borman                                               | 6 4       | 6 1 | 6 1 |     |   |  |
| 3 | Reino Unido da Grã-Bretanha e Irlanda · Bélgica               | Lawrence Doherty / Reggie Doherty Paul de Borman / William le Maire de Warzée | 6 0       | 6 1 | 6 3 |     |   |  |
| 4 | Reino Unido da Grã-Bretanha e Irlanda · Bélgica               | Lawrence Doherty William le Maire de Warzée                                   | w/o       |     |     |     |   |  |
| 5 | Reino Unido da Grã-Bretanha e Irlanda · Bélgica               | Frank Riseley Paul de Borman                                                  | 4 6       | 6 2 | 8 6 | 7 5 |   |  |